# Aldrovandia gracilis
Espèce
Statut de conservation UICN

 LC  : Préoccupation mineure
Aldrovandia gracilis est une espèce de poisson appartenant à la famille des Halosauridés.